# Rytidocarpus
Rytidocarpus là chi thực vật có hoa trong họ Cải.